# Senza peccato (film 1923)
Senza peccato (The Social Code) è un film muto del 1923 diretto da Oscar Apfel. La sceneggiatura di Rex Taylor si basa su To Whom It May Concern, racconto di Rita Weiman pubblicato su Cosmopolitan nel febbraio 1922. Prodotto e distribuito dalla Metro Pictures Corporation, aveva come interpreti Viola Dana, Malcolm McGregor, Edna Flugrath, Huntley Gordon, Cyril Chadwick, William Humphrey e John Sainpolis. Viola Dana e Edna Flugrath erano sorelle. Per la Flugrath, fu l'ultimo film della sua carriera che l'attrice abbandonò in quell'anno.

## Trama
Una giovane salva il fidanzato dalla sedia elettrica e, nello stesso tempo, toglie da una difficile e intricata situazione la sorella maggiore.

## Produzione
Le riprese del film, prodotto dalla Metro Pictures Corporation, terminarono a fine agosto 1923.

## Distribuzione
Il copyright del film, richiesto dalla Metro Pictures Corporation, fu registrato il 16 ottobre 1923 con il numero LP19499. Distribuito dalla Metro, uscì nelle sale statunitensi nell'ottobre 1923. In Italia, distribuito dalla Goldwyn, il film ottenne nel dicembre 1925 il visto di censura numero 22290.
Non si conoscono copie ancora esistenti della pellicola che viene considerata presumibilmente perduta.